# Shelley-Ann Brown
Shelley-Ann Brown (ur. 15 marca 1980) – kanadyjska bobsleistka. Srebrna medalistka olimpijska z Vancouver.
Rodzice czarnoskórej zawodniczki do Kanady przybyli z Jamajki. Wcześniej była lekkoatletką. Po medal w Kanadzie sięgnęła z pilotem Helen Upperton.